# 칼라하리의 모험
《칼라하리의 모험》(영어: A Far Off Place)은 1993년 개봉한 미국의 모험 드라마 영화이다. 로런스 밴더포스트의 소설 "A Story Like the Wind"(1972)와 "A Far-Off Place"(1974)를 각색하였다. 리스 위더스푼, 이선 엠브리, 잭 톰프슨 등이 출연했으며, 월트 디즈니 픽처스에서 제작하였다. 

## 줄거리
사바나 지대에 사는 노니와 뉴욕 출신 소년인 해리는 밀렵 조직의 대학살에서 살아 남은 유일한 생존자들이다. 그 어떤 교통 수단도 생계 유지 수단도 마련돼 있지 않은 현재, 잔혹한 살인자들의 정체를 아는 목격자는 바로 이 두 사람 뿐이다.
도망치기 위해 칼라하리 사막을 걸어나갈 수밖에 없는 두 사람은 부시맨 카부의 도움을 받으며 몇 달간의 여정을 통해 겜스복 사냥법 등 생존 기술을 배우고 서로 아무리 달라도 친구가 될 수 있다는 사실과 살아있음에 대한 감사를 깨닫게 된다.

## 출연
| 배우            | 역할             |
| --------------- | ---------------- |
| 리스 위더스푼   | 노니 파커        |
| 이선 랜들       | 해리 윈즐로      |
| 잭 톰프슨       | 존 리케츠        |
| 사렐 복         | 카부             |
| 로버트 존 버크  | 폴 파커          |
| 퍼트리샤 컬렘버 | 엘리자베스 파커  |
| 대니얼 제롤     | 존 윈즐로        |
| 막시밀리안 셸   | 모파니 세론 대령 |